# Kassen stemmer
Kassen stemmer (eng. titel: It All Adds Up) er en dansk komediefilm fra 1976 om et snedigt udtænkt bankrøveri. Den er instrueret af Ebbe Langberg efter manuskript af Sven Aagaard, Erik Balling og Henning Bahs.
Filmen er optaget i en bankfilial på Oddervej på Højbjerg Torv i Aarhus. Der ligger stadigt en bank på Torvet, men lokalerne i filmen huser ikke længere en bank.

## Medvirkende
- Jess Ingerslev
- Lars Høy
- Joen Bille
- Axel Strøbye
- Bjørn Watt Boolsen
- Edvin Tiemroth
- Buster Larsen
- Holger Juul Hansen
- Birgitte Bruun
- Vivi Rau
- Elin Reimer
- Bendt Rothe
- Emil Hass Christensen
- Peter Steen
- Morten Grunwald
- Asbjørn Andersen
- Ulla Jessen
- Helle Virkner
- Ellen Winther Lembourn
- Karl Stegger
- Tove Wisborg
- Lars Lohmann
- Folmer Rubæk
- Søren Pilmark
- Søren Spanning
- Ilse Rande